# پورتج کریک (آلاسکا)
پورتج کریک (به انگلیسی: Portage Creek) شهرکی در ناحیه سرشماری دیلینگهام، آلاسکا ایالت آلاسکا است که جمعیت آن در سرشماری سال ۲۰۰۰ میلادی ۳۶ نفر بوده‌است.